# Hong Kong Stock Exchange
Pour les articles homonymes, voir Bourse.
La Hong Kong Stock Exchange, abrégé par SEHK ou HKSE, en chinois : 香港聯合交易所 ou 聯交所, est la bourse de Hong Kong.
M. Ronald Arculli est le PDG actuel. Avec une capitalisation boursière d'environ 23 000 milliards de $ HK (2 990 milliards USD), elle était alors 7e au monde.

## Histoire
Comme les autres bourses asiatiques, Hong Kong bénéficie au début des années 1990 d'un afflux massif de capitaux étrangers qui se retirent ensuite, déstabilisant la monnaie puis l'économie des pays, et amenant la fin du système de change fixe.
Hong Kong Stock Exchange est une société holding, coté depuis 1999.
En juillet 2005, le salon d’échange a été renouvelé après 20 ans d’opération. Grâce au développement des outils informatiques, de nombreux guichets manuels ont été supprimés. En revanche, plusieurs salles polyvalentes, un salon d’exposition et une bibliothèque ont été construits. Le chef financier hongkongais a inauguré le nouveau salon d’échange le 16 janvier 2006. Le 26 avril 2006, le salon d’exposition a été inauguré par le chef du gouvernement hongkongais.
Après avoir été renouvelé, le salon d’échange dispose de 294 guichets, d’une salle pour les journalistes et d’une salle pour l’émission live. L’écran au milieu a été changé de noir sur blanc à en couleur, en forme de cône. De plus, le salon d’exposition qui expose l’histoire de la bourse, est ouvert au grand public avec un droit d’entrée des 20HK$ .
Depuis le 11 septembre 2006, Hong Kong Stock Exchange fait partie de l’indice Hang Seng.
À la suite de la crise des subprimes qui s'est déroulée en octobre 2007, l'indice Hang Seng a plongé près de 60 % en 1 an. La contraction de chiffre d'affaires dans le marché a fait chuter le prix de la société, du sommet 253 $ HK en octobre 2007 à 56 $ HK en novembre 2008.
Le 16 juin 2012, Hong Kong Stock Exchange rachète le London Metal Exchange.

## Actionnariat
Sans l’autorisation du gouvernement hongkongais, personne ne peut détenir plus de 5 % de Hong Kong Stock Exchange. Jusqu’au 11 septembre 2007, le gouvernement hongkongais est le plus grand actionnaire avec une détention des 5,88 %. Viennent ensuite : JPMorgan Chase (5,54 %), Citibank (4,13 %), Horizontal Asset (2,30 %). À la suite de la crise des subprimes qui s'est déroulée en octobre 2007, l'indice Hang Seng a plongé près de 60 % en 1 an. La contraction de chiffre d'affaires dans le marché a fait chuter le prix de la société, du sommet 253 $ HK en octobre 2007 à 56 $ HK en novembre 2008.

## Sources
1. ↑  "Globalisation in Question", par Paul Hirst et Grahame Thompson, seconde édition, Cambridge, Polity Press (1999), pp.134-162.
2. ↑  
(en) Hong Kong remain premier choice of Mainland investment, People's Daily Online, 31 janvier 2006
3. ↑  Le London Metal Exchange racheté par la Bourse de Hongkong, Le Monde.fr, 16 juin 2012